# Psychopsis

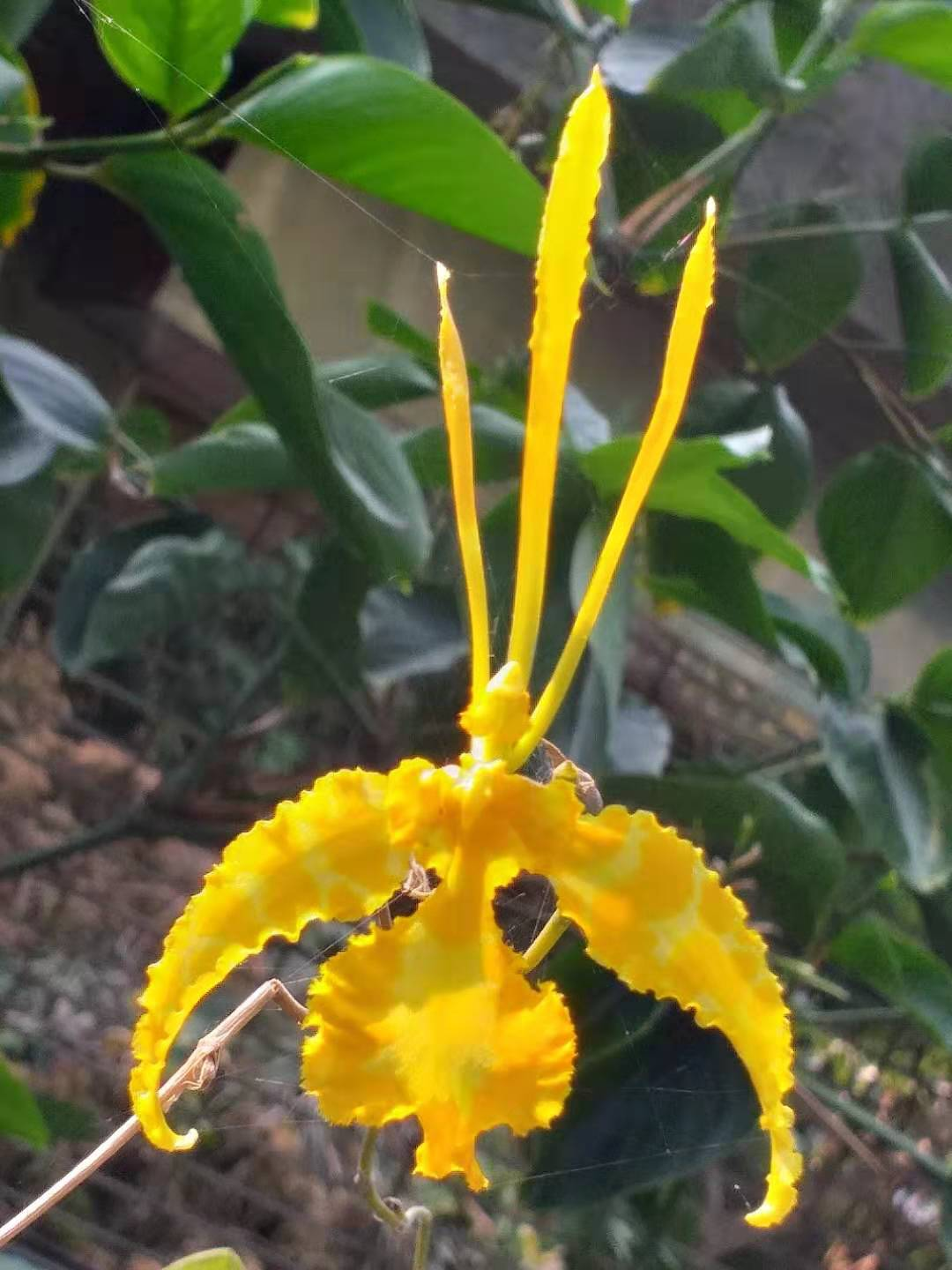
Psychopsis Kalihi

 Psychopsis, un género de 5 especies de orquídeas también llamado Orquídeas Mariposa. Aunque originalmente estuvieron incluidas dentro del género Oncidium, recientemente se disgregaron para formar el nuevo género Psychopsis.

## Descripción
Las Psychopsis son orquídeas epífitas con pseudobulbos cilíndricos aplastados lateralmente de los que salen apicalmente dos hojas coriáceas carnosas, en su centro emergen dos varas florales con flores de gran tamaño de color amarillo dorado con manchas color púrpura en bandas en los sépalos y en el labelo cuyos bordes están formando pliegues.
Requiere un medio bien drenado con riegos abundantes mientras se desarrolla y más seco cuando se han formado los nuevos pseudobulbos.

## Distribución y hábitat
Estas especies se distribuyen  por Centroamérica Norte de Suramérica y en Trinidad. Estas Orquídea son de hábitos epifitas. Zona de clima húmedo cálido de tierras entre nivel del mar y 1700 metros de altitud con luz fuerte y floreciendo en los meses de temporada seca del bosque.      

## Cultivo
Tiene preferencia de mucha claridad o con sombra moderada. Para cultivar se debe plantar en un tronco con la base recta no muy largo, para que se pueda mantener en pie y se coloca la orquídea atada a un costado de éste.

Se pueden poner en el exterior como los Cymbidium para forzar la floración. En su desarrollo necesita riegos frecuentes, pero cuando llega a la madurez hay que espaciarlos hasta dejarlos en casi nada.

## Etimología
Estas orquídeas se agrupan dentro de las llamadas de  Orquídeas Mariposa.

El nombre científico proviene
del griego Psychopsis.

### Sinonimia
- Papiliopsis E. Morr. 1874.[1]

## Especies de Psychopsis
- Psychopsis krameriana  (Rchb. f.) H.G. Jones 1975.
- Psychopsis papilio  [Lindley]H.G.Jones 1975.
- Psychopsis sanderae  (Rolfe) Lückel & Braem 1982.
- Psychopsis versteegiana  [Pulle]Rolando & Christenson.